# Pleikard von Gemmingen (1536–1594)
Pleikard von Gemmingen (* 1536; † 30. September 1594) war Grundherr in Fürfeld, Bonfeld und Eschenau, wo ihm 1593 die Hohe Gerichtsbarkeit verliehen wurde.

## Leben
Er war der Sohn des Wolf von Gemmingen († 1555) und erbte gemeinsam mit seinem Bruder Dietrich (1526–1587) nach dem kinderlosen Tod seines Onkels Philipp von Gemmingen († 1544) dessen Besitz in Fürfeld und Eschenau, wobei er zunächst noch unter Vormundschaft von Hans Landschad, Eberhard von Gemmingen, Peter von Mentzingen und Philipp von Gemmingen-Guttenberg stand. 
Bei der Erbteilung kam Gemmingen an Dieter, während Pleikard Fürfeld, einen Teil von Bönnigheim, Eschenau und den Dammhof erhielt. Die Brüder teilten auch die Gemminger Pfründen unter sich auf. Die Katharinenpfründe und die Johannispfründe nahm Pleikard mit nach Eschenau, wo er am Schloss Eschenau Baumaßnahmen durchführen ließ. Er selbst hatte seinen Wohnsitz in Fürfeld, wo er ebenfalls das Schloss Fürfeld ausbaute und 1573 das Fürfelder Lagerbuch erneuern ließ. Eine heute nicht mehr erhaltene Renaissancetür von 1571 in dem zum Fürfelder Schloss gehörenden Seegarten war mit Pleikards Namen und dem seiner ersten Ehefrau, Elisabeth von Nippenburg, beschriftet. Die Initialen des Paars finden sich heute noch an dem Schießhäusle genannten Befestigungsturm des Schlosses von 1577.
1574 kam Pleikard nach dem kinderlosen Tod von Weyrich von Gemmingen zu Bonfeld auch in den Besitz von Burg und Ort Bonfeld. Er erbte auch einen Teil der Bibliothek von Weyrichs Vater Philipp dem Weisen. Im Mai 1590 beantragte Pleikard bei Kaiser Rudolf II. die Hohe Gerichtsbarkeit für das Städtlein Fürfeld und die Dörfer Bonfeld und Eschenau, die er im Jahr 1593 verliehen bekam. Er wurde in Fürfeld beigesetzt.

## Familie

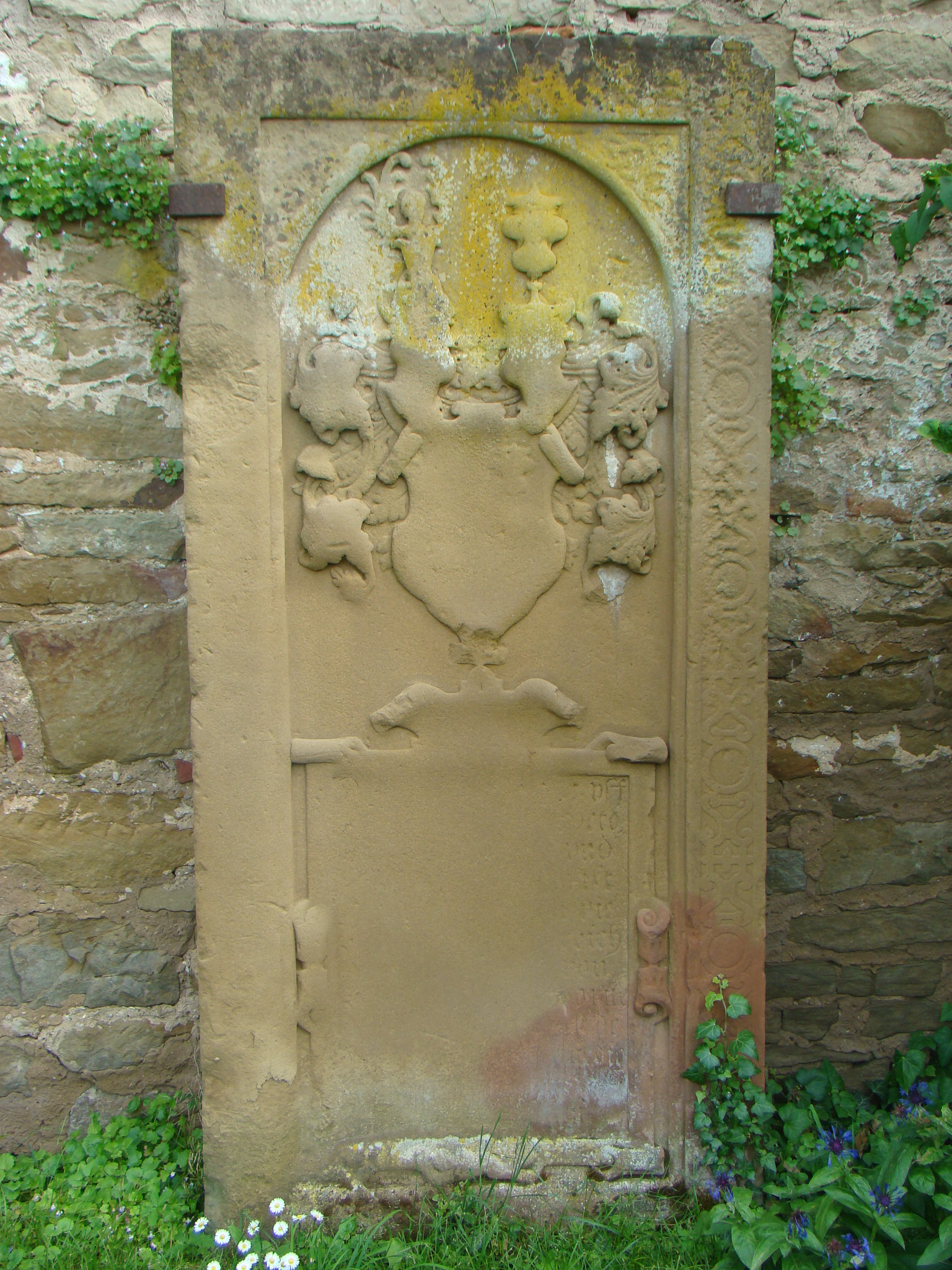
Grabplatte von Pleikards erster Frau Elisabeth von Nippenburg († 1581) beim Schloss Fürfeld.

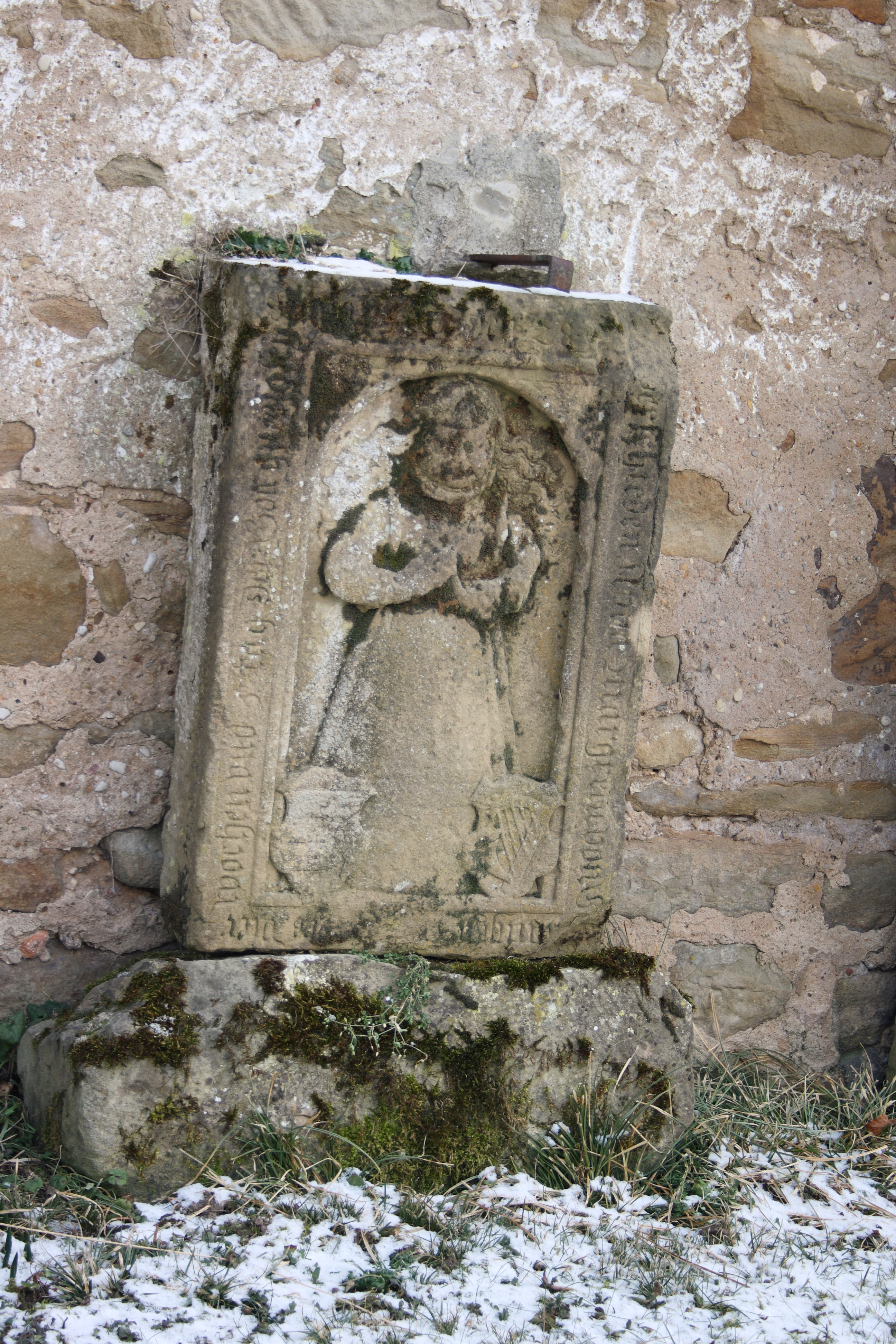
Grabplatte der jung gestorbenen Tochter Anna Margaretha († 1590), ehem. auch beim Schloss Fürfeld.

Er war in erster Ehe verheiratet mit Elisabeth von Nippenburg († 1581), in zweiter Ehe mit Anna Felicitas Landschad von Steinach. Die Linie starb jedoch mit Pleikards unverheiratetem Enkel Weyrich im Jahr 1678 aus, woraufhin die Güter in Fürfeld an die in Gemmingen sitzenden Brüder Bernolph Dietrich von Gemmingen († 1689) und Otto Dietrich von Gemmingen (1647–1695) fielen.
Nachkommen aus erster Ehe:
- Wolf Philipp (1564–1597) ⚭ Margaretha von Remchingen, Anna Maria von Gültlingen
- Anna Benedicta (1565–1571)
- Hans Dieter (* 1566) ⚭ Dorothea Agatha von Gemmingen-Bürg
- Sabina Katharina (* 1567) ⚭ Christoph von Kaltenthal
- Elisabeth (1572–1573)
- Pleikard (*/† 1573)
- Maria Salome (1575–1578)

Nachkommen aus zweiter Ehe:
- Friedrich (1587–1634) ⚭ Anna Sibylla Greck von Kochendorf
- Hans Pleikard (*/† 1589)
- Anna Margaretha (*/† 1590)
- Reinhard (1591–1638) ⚭ Anna Agnes Greck von Kochendorf († 1635)